# 큰곰자리 파이¹
큰곰자리 파이¹은 겉보기 등급 5.63으로 빛나는, 큰곰자리 방향에 있는 황색 왜성이다. 이 별은 지구에서 약 46.5광년 떨어져 있다. 큰곰자리 파이1은 용자리 BY 변광성으로 분류되기도 하며, 밝기는 0.08등급 변한다. 이 항성 주변에서 초과 적외선 복사가 감지되었는데, 이는 큰곰자리 파이1 주위에 먼지 원반이 존재함을 암시하는 것이다.

## 참고 문헌
1. ↑  Beichman, C. A.; Tanner, A.; Bryden, G.; Stapelfeldt, K. R.; Werner, M. W.; Rieke, G. H.; Trilling, D. E.; Lawler, S.; Gautier, T. N. (2006). “IRS Spectra of Solar-Type Stars: A Search for Asteroid Belt Analogs”. 《The Astrophysical Journal》 639: 1166–1176. doi:10.1086/499424.